# 惣田紗希
惣田 紗希（そうだ さき、1986年 - ）は、日本のグラフィックデザイナー、イラストレーター。栃木県足利市出身。栃木県在住。

## 略歴
1986年栃木県足利市に生まれる。栃木県立足利工業高等学校産業デザイン科卒業。2008年桑沢デザイン研究所卒業後、デザイン会社へ入社。2010年にフリーランスとなる。ceroやザ・なつやすみバンド、うつくしきひかりなど音楽アーティストのCDジャケットや企業の商品の共同制作、市のポスターを作成し活動している。
書籍の装幀、装画、ブックデザインも多数。

## アートワーク

### 音楽作品
- cero1st アルバム『WORLD RECORD』（デザイン）2011年。
- ザ・なつやすみバンド　1st アルバム『TNB!』（デザイン、イラスト）2012年。
- cero　12inch Analog「My Lost City」（デザイン）2013年。
- 七尾旅人シングル「TELE◯POTION」（デザイン）2014年。
- ザ・なつやすみバンド　2nd アルバム『パラード』（イラスト）2015年。
- 蔡忠浩（bonobos）「逃避行はロマンチック」カバーイラスト
- 蔡忠浩 弾き語りSolo アルバム『闇の向こうからコンビニの声がする』（ジャケットデザイン、イラスト）2016年。
- エマーソン北村　シングルレコード「窓から／雨の坂の足許」（ジャケットデザイン、イラスト）2018年。

## 書籍
- 柴崎友香『虹色と幸運』ちくま文庫、2015年。（カバーデザイン、イラスト）
- こだま『塩で揉む』私家版、2015年。（表紙デザイン、イラスト）
- 小林エリコ『この地獄を生きるのだ：うつ病、生活保護。死ねなかった私が「再生」するまで。』イースト・プレス、2017年。（ブックデザイン）※装画は嘉江。
- 大前粟生『回転草』書肆侃侃房、2018年。（装丁・装画）
- 小川たまか『「ほとんどない」ことにされている側から見た社会の話を。』タバブックス、2018年。（装画）

## 著作
- 『山風にのって歌がきこえる：大槻三好と松枝のこと』タバブックス、2019年。ISBN　978-4-907053-36-9

- 惣田紗希「gaden maiden」など